# Inre Kilsviken
Inre Kilsviken är ett naturreservat i Kristinehamns kommun i Värmlands län.
Området är naturskyddat sedan 1991 och är 126 hektar stort. Reservatet omfattar den inre norra delen av Kilsviken med vatten och våtmarker på land. Reservatet består av strandängar som utnyttjas av häckande och rastande våtmarksfåglar.